# Boerdonk
Boerdonk est un village situé dans la commune néerlandaise de Meierijstad, dans la province du Brabant-Septentrional. Le 1er janvier 2006, le village comptait 794 habitants.